# Der Pate (Film)
Der Pate (Originaltitel: The Godfather) ist ein US-amerikanischer Mafiafilm des Regisseurs Francis Ford Coppola aus dem Jahr 1972. Er basiert auf dem gleichnamigen Roman von Mario Puzo, der gemeinsam mit Coppola auch das Drehbuch verfasste. Der Film mit Marlon Brando und Al Pacino in den Hauptrollen war für elf Oscars nominiert, von denen er drei gewann. Der Pate war an den Kinokassen ein herausragender Erfolg und wird zu den angesehensten Werken der Filmgeschichte gezählt.
Die Fortsetzungen Der Pate – Teil II und Der Pate III erzählen die Geschichte weiter und thematisieren in Rückblenden auch die Vorgeschichte der Familie Corleone.

## Handlung
Es ist das Jahr 1945: Don Vito Corleone, einer der mächtigsten Mafiabosse von New York City und Oberhaupt einer der „Fünf Familien“, richtet zur Hochzeit seiner Tochter Connie ein opulentes Fest mit Hunderten von Gästen aus. Auch Don Vitos jüngster Sohn Michael, ein Weltkriegsveteran, der den Mafiaaktivitäten eigentlich fern steht und gedenkt, niemals in kriminelle Tätigkeiten verwickelt zu werden, ist auf der Feier und erläutert seiner ahnungslosen amerikanischen Freundin Kay die in der Cosa Nostra herrschenden Bräuche: Während die Gäste im Garten tanzen, empfängt der Don in seinem Arbeitszimmer Freunde der „Familie“, die ihm anlässlich der Hochzeit ihre Aufwartung machen. Da sie wissen, dass ein Sizilianer zur Hochzeit seiner Tochter niemandem eine Gefälligkeit ausschlagen darf, wollen sie diese Gelegenheit nutzen, ihn um verschiedene Gefälligkeiten zu bitten, bei denen es neben Alltagsproblemen auch um Rache oder Erpressung geht. Dank seiner zahlreichen Beziehungen kann Don Vito seinen Freunden jede Bitte erfüllen und schreckt auch vor Verbrechen und Grausamkeiten nicht zurück, wenn er sie nur selbst für gerecht hält.
So lässt er auf Bitten des Bestattungsunternehmers Bonasera, dessen Tochter das Patenkind von Vitos Frau ist, durch von ihm gedungene Schläger zwei jugendliche Rowdies krankenhausreif prügeln, weil sie Bonaseras Tochter misshandelt und entstellt haben – er verweigert allerdings die Ermordung der Täter, weil die Tochter schließlich auch noch lebe. Für seinen eigenen Patensohn, den Popstar Johnny Fontane, lässt er durch seinen Ziehsohn Tom Hagen, der als sein Consigliere und Rechtsanwalt fungiert, die Besetzung der Hauptrolle in einem Hollywoodfilm erzwingen. Dies wird durch Erpressung des widerspenstigen Filmproduzenten Woltz erreicht, indem diesem im Schlaf der abgetrennte Kopf seines sündhaft teuren Lieblingspferdes unter der Decke seines Bettes platziert wird.
Nach dieser Exposition beginnt die eigentliche Handlung: Mit dem Zweiten Weltkrieg hat sich der Drogenhandel zu einem attraktiven Geschäftszweig entwickelt, und der skrupellose Mafioso Virgil Sollozzo, genannt „Der Türke“, macht den Corleones den Vorschlag, gemeinsam mit ihm den Heroinhandel in New York zu organisieren. Don Vito lehnt dieses ihm zu schmutzige Geschäft ab, da es ihm nicht nur unmoralisch, sondern vor allem zu riskant erscheint; er möchte wie bisher auf Glücksspiel und Prostitution setzen. Allerdings lässt Don Corleones unbeherrschter ältester Sohn Santino „Sonny“ Corleone in den Verhandlungen durchblicken, dass er am Angebot des Türken interessiert ist, womit Sollozzo seine Chance wittert. Infolge der Weigerung des Dons, seine exzellenten Kontakte zu Justiz, Politik und Wirtschaft mit den anderen Bossen zu Gunsten des Rauschgifthandels zu teilen, wird ein Mordanschlag auf ihn verübt: Die Killer des abgewiesenen Sollozzo, der mit der Tattaglia-Familie verbündet ist, schießen ihn auf offener Straße nieder. Kurz zuvor ist bereits sein bedeutender Helfer Luca Brasi, der sich im Auftrag von Vito Corleone bei der Tattaglia-Familie umhören sollte, ermordet worden. Vito, dessen ungeschickter Sohn Fredo ihn nicht beschützen konnte, überlebt schwer verletzt. Damit ist der Plan des Türken zunichtegemacht, der hoffte, im Anschluss mit Sonny über sein Angebot neu verhandeln zu können.
Während Don Vito sich nur langsam erholt, startet sein Sohn Sonny einen Rachefeldzug gegen die Tattaglias, dem einer der Söhne Don Tattaglias zum Opfer fällt. Michael rettet seinen Vater derweil geistesgegenwärtig vor einem weiteren Mordanschlag. Als der aufgrund seiner guten Beziehungen zur Polizei unangreifbare Sollozzo ein Treffen mit Michael vorschlägt, den er für harmlos hält, da allgemein bekannt ist, dass der jüngste Sohn des Dons kein Verbrecher ist, entscheidet sich dieser, zum Mörder zu werden, um seine Familie zu beschützen, und erschießt Sollozzo und den korrupten NYPD-Captain McCluskey, der als Sollozos Leibwächter agierte.
Michael flieht anschließend nach Sizilien, wo er sich unter den Schutz eines lokalen Paten begibt. Er heiratet in dem Dorf Corleone die junge, naive Apollonia, obwohl zu Hause in New York Kay auf ihn wartet. Don Vito ist inzwischen genesen, hat aber Mühe, seine Macht gegen die anderen Mafiafamilien zu behaupten. Er möchte Frieden schließen, doch die anderen nehmen es ihm weiterhin übel, dass er sie nicht beim Drogenhandel unterstützt. Der jähzornige Sonny wird nun durch den Verrat seines Schwagers Carlo in einen Hinterhalt gelockt und erschossen. Auch Michaels Versteck auf Sizilien wird verraten; eine ihm zugedachte Autobombe tötet aber Apollonia.
Jetzt schließt Don Corleone Frieden mit Don Tattaglia, um Michael zu retten. Bei dieser Gelegenheit erkennt er, dass in Wahrheit der mächtige Pate Don Barzini von Anfang an sein eigentlicher Feind war. Michael kehrt nach New York zurück, erneuert die Beziehung zu Kay und übernimmt faktisch die Geschäfte, wobei sein Vater als sein Berater fungiert. Die Corleones planen, in Las Vegas ein Casino zu übernehmen und New York zu verlassen; als es zum Konflikt mit dem Casinobetreiber Moe Greene kommt, der mit Barzini verbündet ist, warnt Michael seinen Bruder Fredo, sich nie wieder gegen die eigene Familie zu stellen: Fredo hatte sich nach dem Attentat auf seinen Vater nach Las Vegas begeben und unter den Schutz von Moe Greene gestellt, bei den Verhandlungen Michaels mit Greene hatte er für diesen Partei ergriffen. Immer deutlicher zeigt sich, dass nur Michael über die erforderlichen Fähigkeiten verfügt, seinen Vater als Paten zu beerben, da er (im Gegensatz zu Fredo) dessen Verstand und (im Gegensatz zu Sonny) dessen Selbstbeherrschung geerbt hat.
Nachdem Don Vito an einem Herzinfarkt gestorben ist, holt Michael daher zum Rundumschlag gegen die Feinde der Familie aus. Er lässt am Tag der Taufe seines Neffen, für den er Pate steht, gleichzeitig sämtliche Oberhäupter der konkurrierenden vier Mafiafamilien ermorden, darunter Barzini, und verschont auch Moe Greene und abtrünnig gewordene Mitglieder seiner eigenen Familie nicht. Dazu zählt sein Schwager Carlo, der mit einer Garrotte erwürgt wird, nachdem er zugegeben hat, Sonny an Barzini verraten zu haben. Michael lässt außerdem seinen Capo Tessio beseitigen, der ihn im Auftrag Barzinis in eine Falle locken sollte. Als seine Schwester Connie ihm aufgelöst vorwirft, er habe ihren Mann Carlo ermorden lassen und sei nun selbst ein herzloser Mafiapate, fragt ihn Kay, mit der er inzwischen verheiratet ist, ob dies die Wahrheit sei. Michael leugnet, den Mord an seinem Schwager befohlen zu haben. Sie glaubt ihm zunächst. Anschließend muss sie jedoch beobachten, wie ihr Mann von seinen Partnern in einer Unterwerfungszeremonie als neuer Pate begrüßt wird. Sie weiß nun, dass er sie belogen hat und immer belügen wird.

## Familie Corleone
|                  |                  |                  |                  |                  |                  |  |  |                    |                    |                    |                    | Vito Corleone      | Vito Corleone      | Vito Corleone | Vito Corleone | Vito Corleone    | Vito Corleone    |                  |                  | Carmela Corleone | Carmela Corleone | Carmela Corleone | Carmela Corleone | Carmela Corleone   | Carmela Corleone   |                    |                    |                    |                    |  |  |                           |                           |                           |                           |                           |                           |  |  |              |              |              |              |              |              |
|                  |                  |                  |                  |                  |                  |  |  |                    |                    |                    |                    | Vito Corleone      | Vito Corleone      | Vito Corleone | Vito Corleone | Vito Corleone    | Vito Corleone    |                  |                  | Carmela Corleone | Carmela Corleone | Carmela Corleone | Carmela Corleone | Carmela Corleone   | Carmela Corleone   |                    |                    |                    |                    |  |  |                           |                           |                           |                           |                           |                           |  |  |              |              |              |              |              |              |
|                  |                  |                  |                  |                  |                  |  |  |                    |                    |                    |                    |                    |                    |               |               |                  |                  |                  |                  |                  |                  |                  |                  |                    |                    |                    |                    |                    |                    |  |  |                           |                           |                           |                           |                           |                           |  |  |              |              |              |              |              |              |
|                  |                  |                  |                  |                  |                  |  |  |                    |                    |                    |                    |                    |                    |               |               |                  |                  |                  |                  |                  |                  |                  |                  |                    |                    |                    |                    |                    |                    |  |  |                           |                           |                           |                           |                           |                           |  |  |              |              |              |              |              |              |
| Santino Corleone | Santino Corleone | Santino Corleone | Santino Corleone | Santino Corleone | Santino Corleone |  |  | Frederico Corleone | Frederico Corleone | Frederico Corleone | Frederico Corleone | Frederico Corleone | Frederico Corleone |               |               | Michael Corleone | Michael Corleone | Michael Corleone | Michael Corleone | Michael Corleone | Michael Corleone |                  |                  | Kay Adams-Corleone | Kay Adams-Corleone | Kay Adams-Corleone | Kay Adams-Corleone | Kay Adams-Corleone | Kay Adams-Corleone |  |  | Constanzia Corleone-Rizzi | Constanzia Corleone-Rizzi | Constanzia Corleone-Rizzi | Constanzia Corleone-Rizzi | Constanzia Corleone-Rizzi | Constanzia Corleone-Rizzi |  |  | Thomas Hagen | Thomas Hagen | Thomas Hagen | Thomas Hagen | Thomas Hagen | Thomas Hagen |
| Santino Corleone | Santino Corleone | Santino Corleone | Santino Corleone | Santino Corleone | Santino Corleone |  |  | Frederico Corleone | Frederico Corleone | Frederico Corleone | Frederico Corleone | Frederico Corleone | Frederico Corleone |               |               | Michael Corleone | Michael Corleone | Michael Corleone | Michael Corleone | Michael Corleone | Michael Corleone |                  |                  | Kay Adams-Corleone | Kay Adams-Corleone | Kay Adams-Corleone | Kay Adams-Corleone | Kay Adams-Corleone | Kay Adams-Corleone |  |  | Constanzia Corleone-Rizzi | Constanzia Corleone-Rizzi | Constanzia Corleone-Rizzi | Constanzia Corleone-Rizzi | Constanzia Corleone-Rizzi | Constanzia Corleone-Rizzi |  |  | Thomas Hagen | Thomas Hagen | Thomas Hagen | Thomas Hagen | Thomas Hagen | Thomas Hagen |
|                  |                  |                  |                  |                  |                  |  |  |                    |                    |                    |                    |                    |                    |               |               |                  |                  |                  |                  |                  |                  |                  |                  |                    |                    |                    |                    |                    |                    |  |  |                           |                           |                           |                           |                           |                           |  |  |              |              |              |              |              |              |
|                  |                  |                  |                  |                  |                  |  |  |                    |                    |                    |                    |                    |                    |               |               |                  |                  |                  |                  |                  |                  |                  |                  |                    |                    |                    |                    |                    |                    |  |  |                           |                           |                           |                           |                           |                           |  |  |              |              |              |              |              |              |
|                  |                  |                  |                  |                  |                  |  |  |                    |                    |                    |                    |                    |                    |               |               | Anthony Corleone | Anthony Corleone | Anthony Corleone | Anthony Corleone | Anthony Corleone | Anthony Corleone |                  |                  | Mary Corleone      | Mary Corleone      | Mary Corleone      | Mary Corleone      | Mary Corleone      | Mary Corleone      |  |  |                           |                           |                           |                           |                           |                           |  |  |              |              |              |              |              |              |

Don Vito Corleone geb. AndoliniEr ist der erste Pate der Familie Corleone. Er floh von Corleone in die USA. Dort stieg er langsam zum Paten auf. Er stirbt an einem Herzinfarkt, während er mit seinem Enkel spielt. Sein Nachfolger ist Michael Corleone.
Santino „Sonny“ CorleoneEr ist der älteste Sohn von Vito, er soll eigentlich der Nachfolger von Vito sein. Er wird jedoch in einen Hinterhalt gelockt und erschossen.
Frederico „Fredo“ CorleoneEr ist der zweitälteste Sohn von Vito. Er gilt als willensschwach und einfältig und wird, als es um den Nachfolger von Vito Corleone geht, übergangen.
Don Michael CorleoneEr ist der jüngste Sohn von Vito Corleone und dessen Nachfolger als Oberhaupt der Familie Corleone. Er diente als Soldat im Zweiten Weltkrieg und wollte eigentlich nie etwas mit der Mafia zu tun haben, kann sich dem Einfluss der Familie jedoch nicht entziehen. Nach dem Tod von Santino wird er von Vito zum neuen Paten ernannt und lässt nach dem Tod seines Vaters alle ermorden, denen Vito eigentlich verziehen hat.
Constanzia „Connie“ Corleone-RizziSie ist die Tochter von Vito Corleone.
Thomas „Tom“ HagenEr ist der Ziehsohn und Consigliere von Vito Corleone sowie Anwalt von Michael Corleone.
Carmela CorleoneSie ist die Frau von Vito und die Mutter von Santino, Frederico, Michael und Constanzia sowie Ziehmutter von Tom Hagen.
Kay Adams-CorleoneSie ist die Ehefrau von Michael. Sie ist die Mutter von Anthony.

## Entstehung

### Vorbereitungen
Die Verleihfirma Paramount kaufte die Filmrechte an Mario Puzos 1969 erschienenen Roman Der Pate für 80.000 US-Dollar. Da zu dieser Zeit die US-amerikanische Filmwelt in einer Krise steckte, musste die Verfilmung des Stoffes zu einem Erfolg werden. Deshalb trat das Studio an bekannte Regisseure wie Sergio Leone, Peter Yates, Richard Brooks und Constantin Costa-Gavras heran, die alle ablehnten. Danach fiel die Wahl auf den damals 31-jährigen Francis Ford Coppola, der zuvor erst drei Filme als alleiniger Regisseur gedreht hatte. Die Vorbereitungen zum Film begannen Anfang der 1970er Jahre und waren von vielen Unstimmigkeiten geprägt. Coppola war zunächst wenig an dem Film interessiert, da er vorher kleinere Filme nach europäischem Vorbild gedreht hatte, während sich das Studio eine Adaption mit vielen Stars vorstellte, die aus Kostengründen in der Gegenwart spielen sollte. Schließlich wollte der Regisseur eine epische Umsetzung des Werkes, die sich über die gesamte erste Hälfte des 20. Jahrhunderts erstreckt.

### Widerstände gegen die Dreharbeiten
Die Mafia – Thema des gesamten Werks – wollte ursprünglich die Verfilmung verhindern. Der Produzent Albert S. Ruddy wurde bedroht, indem man eine Scheibe seines Autos zerschoss. Die Italian-American Civil Rights League, eine Organisation mit dem Ziel der Bekämpfung des Vorurteils, alle Italiener seien Mafiosi, war von dem Vorhaben ebenfalls nicht begeistert. Präsident dieser Organisation war Joseph Colombo, selbst ein mächtiger Mafioso. Auch die Filmgewerkschaften wollten die Umsetzung erst dann unterstützen, wenn das Wort „Mafia“ aus dem gesamten Film getilgt würde. Ruddy sagte dazu: „Das Wort Mafia kam einmal im Drehbuch vor, ich strich es und konnte drehen.“
Der Sänger und Entertainer Frank Sinatra fühlte sich durch die Figur des Johnny Fontane verunglimpft, außerdem hatte er selbst für die Rolle des Vito Corleone vorgesprochen, war aber abgelehnt worden. Auf einer Veranstaltung sammelte er gemeinsam mit Sammy Davis Jr. 600.000 Dollar, um damit die Produktion zu verhindern.
Viele Mafiosi erzählten später allerdings, der die Mafia teils stark idealisierende Film (vor allem Don Vito Corleone erscheint weniger als Schwerverbrecher denn als Ehrenmann) habe ihr Lebensgefühl genau getroffen, und ein Experte für organisiertes Verbrechen nannte Coppolas Werk den „beste[n] Werbespot für die Mafia, der je gedreht wurde“.

### Besetzung und Synchronisation
Auch die Besetzung des Filmes gestaltete sich wegen Uneinigkeiten zwischen Studio und Regisseur schwierig. Coppola bestand auf Al Pacino für die Rolle des Paten Michael Corleone, was die Studioleitung ablehnte. Paramount wollte den Part mit Robert Redford besetzen, da sich dieser im Gegensatz zu Pacino in der Filmwelt schon einen Namen gemacht hatte, während der Regisseur erfolgreich auf einen italoamerikanischen Darsteller bestand. Hinzu kam, dass Al Pacino bei Testaufnahmen für seine Rolle nach fünfmaliger Wiederholung einer Szene von den Verantwortlichen mit der Begründung, er spiele zu verhalten, fast entlassen worden wäre. Später gab er an, die fragliche Szene habe ihn nicht herausgefordert und er habe es als lächerlich empfunden. Doch nach den Dreharbeiten und dem Erfolg des Films seien alle, die ihn zuvor abgelehnt hatten, plötzlich für ihn gewesen. Pacino: „Aber dann konnten sie nicht verstehen, weshalb ich mit denen nichts mehr zu tun haben wollte.“

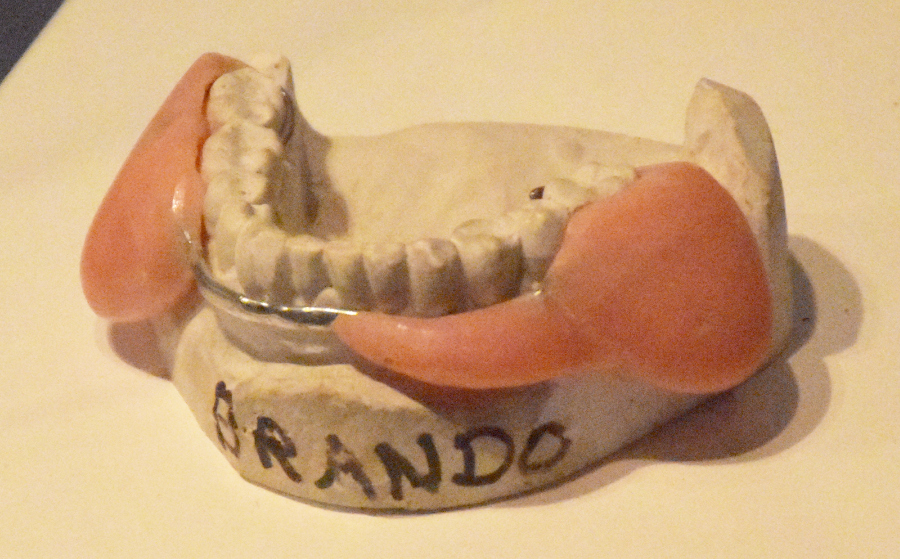
Mundprothese, von Marlon Brando getragen, um den Eindruck von bulldoggenartigen Hängebacken zu erwecken

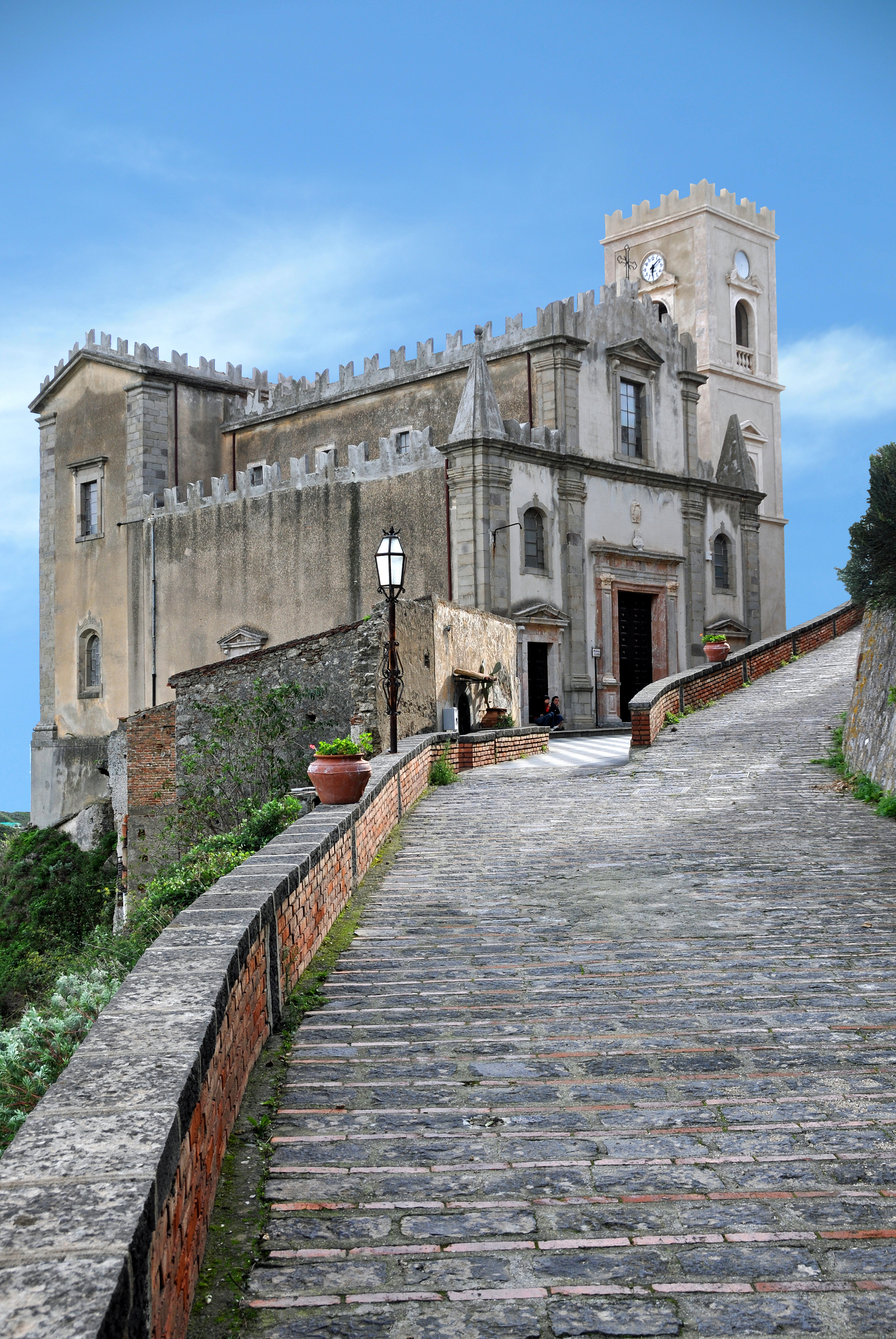
Die Kirche San Nicolò in Savoca, in der die Trauung zwischen Michael und Apollonia gedreht wurde

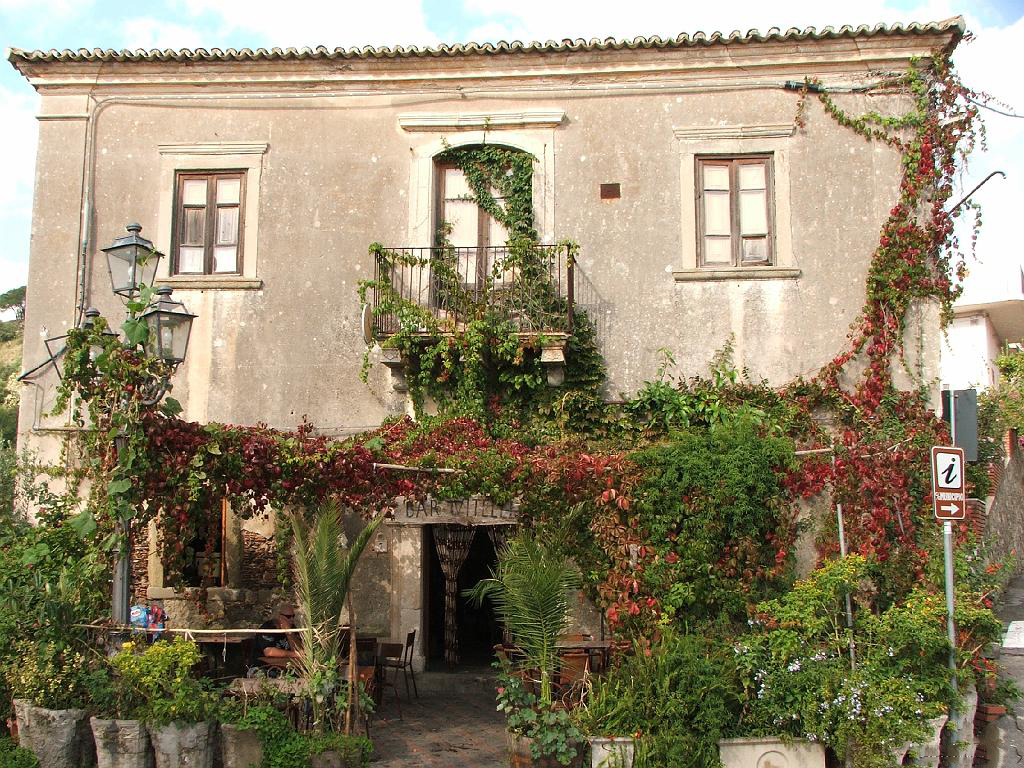
Die Bar Vitelli in Savoca, in der die Hochzeitsfeier gedreht wurde

Auch mit Marlon Brando als Vito Corleone war die Studioleitung zunächst nicht einverstanden. Als Hauptargument wurde der geringe Altersunterschied zwischen dem ersten Oberhaupt der Familie Corleone und seinen Filmsöhnen genannt. So betrug der Altersunterschied von Brando zu seinen Filmsöhnen Al Pacino und James Caan jeweils nur 16 Jahre. Außerdem erschien er für die Rolle viel zu jung, da er zum Zeitpunkt der Dreharbeiten 47 Jahre alt war, Vito Corleone im Roman dagegen als mindestens 65-jähriger Mann beschrieben wird. Des Weiteren hatte Paramount mit Brando häufig Konflikte gehabt, weil er in früheren Filmen oft zu spät zum Set gekommen war und sich sehr aufmüpfig gegeben hatte. Schließlich erhielt er die Rolle trotzdem, nachdem der Mitbewerber Laurence Olivier aus Krankheitsgründen ausgeschieden war und Brando bei Probeaufnahmen sehr überzeugend agiert hatte. Marlon Brando wollte, dass seine Rolle des Familienoberhaupts wie eine Bulldogge wirkt. Im Film trägt er deshalb ein von einem Zahntechniker individuell angefertigtes Mundstück. Dieses Mundstück ist heute im American Museum of the Moving Image in New York ausgestellt. Die weiße Katze Vito Corleones, die prominent in der Anfangsszene des Films auftaucht, war ursprünglich nicht eingeplant, sondern eine Streunerkatze, die zufällig auf dem Set auftauchte. Coppola gab sie spontan Brando, der sie zum Teil seines Auftritts machte.
Francis Ford Coppola hatte mehrere Rollen des Filmes mit Mitgliedern seiner Familie besetzt. So bekam seine Schwester, Talia Shire, die Rolle von Connie Corleone. Seine damals zehn Wochen alte Tochter Sofia war am Ende des Films als der neugeborene Sohn Michael Francis Rizzi von Connie und Carlo zu sehen. Seine Mutter Italia Coppola (1912–2004) und seine Frau Eleanor traten in der Anfangssequenz als Hochzeitsgäste auf, Coppolas Vater Carmine in einer Szene als Pianist. Auch seine beiden Söhne, Gian-Carlo (bei der Taufe) und Roman Coppola (als eines der spielenden Kinder bei dem geöffneten oder kaputten Hydranten in der Szene, in der Sonny seinen Schwager Carlo verprügelt), waren Statisten in dem Film. Weitere kleinere Sprechrollen, wie die von Luca Brasi, gespielt von dem vormaligen Wrestler Lenny Montana in seiner ersten Rolle, in der er im Abspann als Schauspieler genannt wurde, sind nach Beginn der Dreharbeiten besetzt worden.
Der Pate wurde erstmals 1972 bei der Berliner Synchron unter der Regie von Ottokar Runze synchronisiert. 2008 wurde für eine restaurierte DVD-Veröffentlichung bei der gleichen Firma eine neue deutsche Fassung in Auftrag gegeben.
| Figur                       | Darsteller            | Deutscher Sprecher    | Deutscher Sprecher 2008  |
| --------------------------- | --------------------- | --------------------- | ------------------------ |
| Don Vito Corleone           | Marlon Brando         | Gottfried Kramer      | Helmut Krauss            |
| Michael Corleone            | Al Pacino             | Lutz Mackensy         | Lutz Mackensy            |
| „Sonny“ Corleone            | James Caan            | Thomas Stroux         | Oliver Stritzel          |
| „Fredo“ Corleone            | John Cazale           | Jürgen Thormann       | Olaf Reichmann           |
| Peter Clemenza              | Richard S. Castellano | Richard Haller        | Hans-Werner Bussinger    |
| Tom Hagen                   | Robert Duvall         | Norbert Langer        | Tom Vogt                 |
| Captain McCluskey           | Sterling Hayden       | Arnold Marquis        | Bert Franzke             |
| Jack Woltz                  | John Marley           | Edgar Ott             | Roland Hemmo             |
| Don Emilio Barzini          | Richard Conte         | Christian Rode        | Klaus-Dieter Klebsch     |
| Virgil „Der Türke“ Sollozzo | Al Lettieri           | Gert Günther Hoffmann | Erich Räuker             |
| Kay Adams-Corleone          | Diane Keaton          | Traudel Haas          | Traudel Haas             |
| Sal Tessio                  | Abe Vigoda            | Heinz Petruo          | Engelbert von Nordhausen |
| „Connie“ Corleone-Rizzi     | Talia Shire           | Katrin Miclette       | Alexandra Wilcke         |
| Carmela Corleone            | Morgana King          | Tilly Lauenstein      | Kerstin Sanders-Dornseif |

### Dreharbeiten
Die Dreharbeiten begannen am 29. März und endeten am 6. August 1971. Das Budget betrug sechs Millionen Dollar. Dieser Etat war das Verdienst Coppolas, dem der Produzent Albert S. Ruddy zuerst nur 2,5 Millionen Dollar zugestehen wollte.
In der ursprünglichen Heimatstadt des Paten, Corleone, konnte nicht gedreht werden, da der zu diesem Zeitpunkt bereits hoch entwickelte Ort nicht mehr der Kleinstadt der 1950er Jahre entsprach. Stattdessen wich man auf die Kleinstädte Forza d’Agrò und Savoca in der sizilianischen Provinz Messina aus. In Savoca befindet sich die Traukirche von Michael und Apollonia sowie die Bar Vitelli von Michaels Schwiegervater, in der die Hochzeit gefeiert wird.
Die Entstehungsgeschichte des Films aus der Perspektive des Produzenten Albert Ruddy ist Gegenstand der Serie The Offer aus dem Jahr 2022.

## Rezeption

### Kritiken
Der Pate erhielt in den Vereinigten Staaten und in Europa ein sehr gutes Presseecho, was sich auch in den Auswertungen US-amerikanischer Aggregatoren widerspiegelt. So erfasst Rotten Tomatoes fast ausschließlich wohlwollende Besprechungen, Metacritic nur Höchstwertungen. Insbesondere letzteres gelang nur wenigen Filmen. Und They Shoot Pictures, Don’t They? zählt den Paten zu den 10 angesehensten Werken der Filmgeschichte.
Roger Ebert schrieb in der Chicago Sun-Times, der Film fessle trotz seiner Länge von fast drei Stunden so wirksam, dass er sich nie beeilen müsse.
Die Filmkritikerin Pauline Kael lobte die Spannung, „die in den Treffen bei der Düsternis der Unterwelt liegt; man bekommt den Eindruck, dass dieses geheime Leben seine eigene Poesie der Angst hat, für die Männer (und vielleicht auch für die ausgeschlossenen Frauen) wirklicher als die lichtdurchflutete Welt draußen“.
In Deutschland urteilte das Lexikon des internationalen Films: „Ein gewaltiger Gangsterfilm, der zeitgenössische Probleme der USA transparent macht und in reißerischer Verpackung als perfekte Unterhaltung anbietet. […] Der überlange Film ist nicht ohne detaillierte Grausamkeit, wird aber vornehmlich sehenswert wegen des brillanten Spiels der Hauptdarsteller und interessiert auch als Auseinandersetzung mit gesellschaftlichen Verhältnissen.“
Fernsehjournalist Dagobert Lindlau bezeichnete den Film in seinem Buch Der Mob dagegen als „kalkulierten Schwindel“. Die im Film gezeigten Figuren hätten keine Ähnlichkeiten zu Mafiosi wie Sam DeCavalcante, dem Lindlau laut eigener Aussage als junger Reporter begegnet war. Eigentliches Thema des Films seien nicht „organisiertes Verbrechen“ sondern „familiärer Stolz und persönliche Ehre“. Dadurch habe der Film auf Mitglieder der Mafia – nach Aussage eines Polizisten vor einem US-Senatsausschuss 1981 – „eine starke Wirkung gehabt“. Lindlau führte weiter aus: „Sie wollten so sein wie im Film“. Der Film habe der Mafia nicht gezeigt, „wie man Leute umbringt und Geld erpresst […]. Aber sie haben gelernt, wie man beides glorifiziert. Der Film […] könnte aus dem Werbeetat der Cosa Nostra finanziert sein“.
Auch das Publikum zeigt sich begeistert. So setzten die IMDb-Nutzer den Paten von 1998 bis 2008 auf Platz 1 ihrer 250 beliebtesten Filme. Stand Februar 2025 steht er dort an zweiter Stelle als einer von nur sieben mit mindestens 9 von 10 Punkten. Auch bei Letterboxd, einem Portal für Cineasten, war er über sechs Jahre lang der bestbewertete Film.

### Auszeichnungen

#### Oscarverleihung 1973
Der Film wurde 1973 mit dem Oscar für den besten Film ausgezeichnet. Marlon Brando sollte für seine Rolle den Oscar als bester Schauspieler erhalten, verweigerte allerdings die Annahme aus Protest gegen die Behandlung der Indigenen in den USA. An seiner Stelle verlas die indigene Aktivistin Sacheen Littlefeather bei der Oscarverleihung eine Solidaritätserklärung Brandos mit dem American Indian Movement. Letztlich wurde dieser Oscar Brando trotzdem zuerkannt. Der dritte Oscar ging an Mario Puzo und Francis Ford Coppola für das beste adaptierte Drehbuch. Außerdem erhielt der Film acht weitere Nominierungen; die von Nino Rota für die beste Filmmusik wurde zurückgezogen, weil das Love-Thema schon bei der italienischen Komödie Fortunella (1958) benutzt worden war.
Die Oscars in der Übersicht:
- Oscar für den Besten Film an Albert S. Ruddy
- Oscar für den Besten Hauptdarsteller an Marlon Brando (abgelehnt)
- Oscar für das Beste adaptierte Drehbuch an Mario Puzo und Francis Ford Coppola

Weiterhin
- Nominiert für die Beste Regie: Francis Ford Coppola
- Nominiert für den Besten Nebendarsteller: Al Pacino
- Nominiert für den Besten Nebendarsteller: James Caan
- Nominiert für den Besten Nebendarsteller: Robert Duvall
- Nominiert für den Besten Schnitt: William H. Reynolds und Peter Zinner
- Nominiert für den Besten Ton: Charles Grenzbach, Richard Portman und Christopher Newman
- Nominiert für das Beste Kostüm: Anna Hill Johnstone
- Nominiert für die Beste Filmmusik: Nino Rota (teils zurückgezogen)

#### Golden Globe Awards 1973
Bei der Verleihung der Golden Globes 1973 war der Film fünf Mal erfolgreich:
- Globe für das Beste Filmdrama
- Globe für die Beste Regie an Francis Ford Coppola
- Globe für das Beste Drehbuch an Mario Puzo und Francis Ford Coppola
- Globe für den Besten Hauptdarsteller – Drama an Marlon Brando
- Globe für die Beste Filmmusik an Nino Rota

Weiterhin
- Nominiert für den Besten Hauptdarsteller – Drama (Al Pacino)
- Nominiert für den Besten Nebendarsteller (James Caan)

#### British Academy Film Awards 1973
Der Pate gewann einen britischen Filmpreis (BAFTA) und war für vier weitere nominiert:
- BAFTA für die Beste Filmmusik an Nino Rota

Weiterhin
- Nominiert für den Besten Hauptdarsteller (Marlon Brando)
- Nominiert für die Besten Kostüme (Anna Hill Johnstone)
- Nominiert für den Besten Nebendarsteller (Robert Duvall)
- Nominiert für den Besten Nachwuchsdarsteller (Al Pacino)

#### Weitere Auszeichnungen
- David di Donatello als bester ausländischer Film; Al Pacino erhielt einen Sonderpreis als bester Darsteller.
- 1973 gewann Nino Rota einen Grammy Award für die beste Filmmusik.
- In den vom American Film Institute herausgegebenen Listen der „100 besten amerikanischen Filme aller Zeiten“ ist Der Pate zweimal auf Spitzenpositionen platziert: In der Ausgabe 1998 auf Position 3 und in der Ausgabe 2007 auf Platz 2.
- In der Liste der „100 besten amerikanischen Thriller aller Zeiten“ rangiert Coppolas Werk auf Position 11.
- Vertreten ist dieser Film auch auf der von diesem Institut herausgegebenen Liste der „100 besten Filmzitate“. „I’m going to make him an offer he can’t refuse.“ („Ich mache ihm ein Angebot, das er nicht ablehnen kann.“) steht dort auf Platz 2.
- In der 2008 veröffentlichten Liste der „10 bedeutendsten Filme in 10 klassischen Genres“ belegte Coppolas Regiearbeit im Genre der Gangsterfilme den 1. Platz.
- Die Filmmusik von Nino Rota und Carmine Coppola schaffte es auf Platz 5 der vom American Film Institute herausgegebenen Liste der „25 größten Filmmusiken aus 100 Jahren“.
- Als „besonders erhaltenswerte Produktion“ wurde der Film 1990 in das National Film Registry der USA aufgenommen.

## Veröffentlichungen

### Kino
Nach der Uraufführung im New Yorker Kino Loew's State Theatre am 14. März 1972 startete Der Pate tags darauf in fünf weiteren Kinos in New York City und spielte bis 19. März etwa 416.000 US-Dollar ein, davon ca. 300.000 am ersten Wochenende, bevor er am 24. März US-weit in die Kinos kam. Der Film spielte insgesamt (mit allen Wiederaufführungen) 245 Millionen Dollar ein, davon 110 Millionen im Ausland. Der Film war insbesondere im Verhältnis zu seinem sehr geringen Budget von sechs Millionen Dollar ein großer finanzieller Erfolg und bewahrte Paramount vor dem Ruin.

### Serienfassung
Coppola erweiterte die ersten beiden Filme zu einer chronologisch erzählten Miniserie, die 1977 an vier Abenden auf NBC erstausgestrahlt wurde. Es folgten mehrere Neufassungen, die auch den dritten Teil integrierten.

### Heimkino
Der erste Teil des Films erschien am 22. Juli 2001 erstmals auf DVD. Am 11. Oktober 2001 veröffentlichte Paramount alle drei Teile unter dem Titel Der Pate – DVD Collection auf vier DVDs plus einer Bonus-Disc. Der Pate – Teil II ist hier auf 2 DVDs geteilt. Die Spieldauer der Kinofilme beträgt 523 Minuten. Auf Disc 5 befindet sich englisches Bonusmaterial, u. a. mit einigen unveröffentlichten Szenen, die für die drei Filme gedreht wurden, aber in den Kinofassungen nicht enthalten sind.
Am 5. Juni 2008 veröffentlichte Paramount alle drei Teile mit vollständig restauriertem Bild und Ton und einer neuen deutschen Synchronisation unter dem Titel Der Pate – The Coppola Restoration auf insgesamt fünf DVDs. Die Kinofassungen von Der Pate (1972) und Der Pate – Teil II (1974) wurden aufwändig restauriert; dabei mussten teilweise Szenen Bild für Bild aus unterschiedlichen Quellen, wie noch existierenden Negativen, Farbseparationen und Archivkopien, wiederhergestellt werden. Der Pate III (1990) war bereits auf technisch besserem Niveau gedreht und wurde lediglich remastered. Paramount gibt die Spieldauer dieser restaurierten Versionen der Kinofilme mit insgesamt 549 Minuten an. Zusätzlich zu den Hauptfilmen sind auf der Disc 4 die Extras aus der 2001er DVD-Version. Auf Disc 5 sind weitere, neue Features zur Entstehung des Films und seiner digitalen Aufbereitung enthalten. Diese wurden in HD erstellt.
Die Körnigkeit, Farbgebung wie auch Über- und Unterbelichtungen der Originalfilme wurden bei der Restaurierung nicht digital korrigiert, sondern bewusst beibehalten, um die Atmosphäre der Originalfassungen zu bewahren. Dies beruht auf Entscheidungen von Regisseur Coppola und seinem Kameramann Gordon Willis und wird in einem Beitrag auf der Bonus Disc erläutert.
Am 6. Oktober 2008 erschien diese Ausgabe unter dem Titel Der Pate – The Coppola Restoration auch auf vier Blu-ray Discs. Disc 1 bis 3 enthalten die Kinofilme, jeweils in der ursprünglichen Fassung, Blu-ray-Disc 4 enthält das Bonusmaterial aus 2001 und das zusätzliche HD-Material von 2008 (gleicher Umfang wie DVDs 4 und 5 von 2008).

### Soundtrack
Der Soundtrack wurde am 26. Juli 2001 vom Label Silva auf CD veröffentlicht. Darauf sind die Stücke der Komponisten Nino Rota und Carmine Coppola aus allen drei Teilen der Trilogie enthalten, darunter auch The Godfather Waltz und The Godfather Theme. Es spielt die Tschechische Philharmonie aus Prag. filmmusik2000.de meint, Dirigent Nic Raine sei eine sehr überzeugende Einspielung der Musik gelungen und auch heute habe das melodiös-nostalgische Flair der Musik nichts von seiner Wirkung eingebüßt. Allerdings sei die recht kurze Laufzeit von rund 52 Minuten sowie die bescheidene Gestaltung der Edition etwas enttäuschend.